# Rolf Gysin
Rolf Gysin (Suiza, 29 de enero de 1952) es un atleta suizo retirado especializado en la prueba de 800 m, en la que consiguió ser medallista de bronce europeo en pista cubierta en 1977.

## Carrera deportiva
En el Campeonato Europeo de Atletismo en Pista Cubierta de 1977 ganó la medalla de bronce en los 800 metros, con un tiempo de 1:47.6 segundos, tras el británico Sebastian Coe y el alemán Erwin Gohlke.